# 労麗詩
労麗詩（ろう れいし、ラウ・リーシー、Lao Lishi、1987年12月12日 - ）は、中華人民共和国広東省湛江市出身の飛込競技選手。2004年アテネオリンピックの10mシンクロナイズド高飛込みの金メダリストである。また、10m高飛込みでも銀メダルを獲得している。

## 経歴
- 2004年アテネオリンピック  10mシンクロナイズド高飛込み  金メダル
- 2004年アテネオリンピック  10m高飛込み  銀メダル
- 世界選手権
  - 2003年  10mシンクロナイズド高飛込み  金メダル
  - 2003年  10m高飛込み  銀メダル